# Arbetsmarknadsutskottet

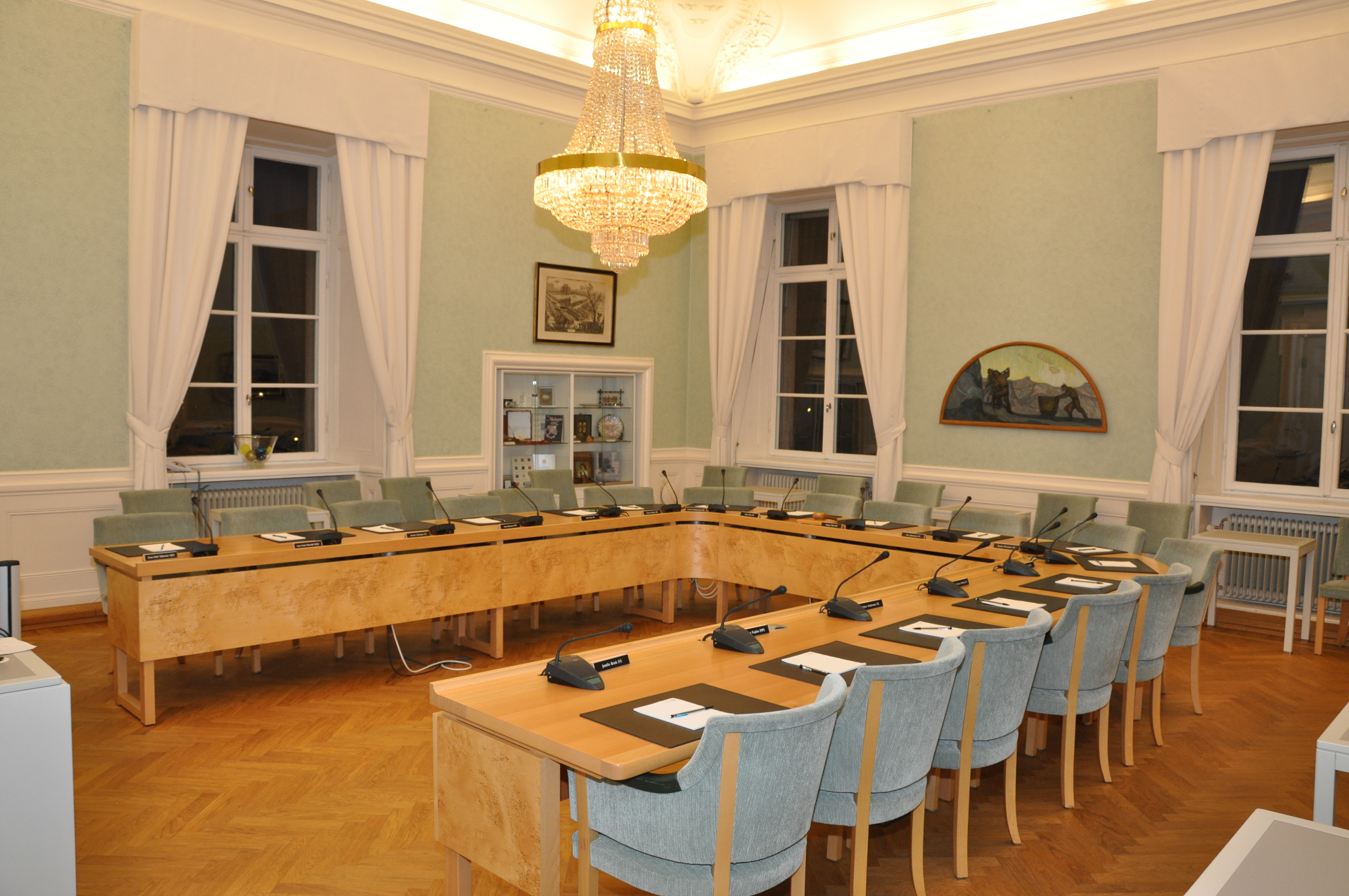
Arbetsmarknadsutskottets sammanträdessal i riksdagshuset.

Arbetsmarknadsutskottet (AU) är ett utskott i Sveriges riksdag. Utskottet bereder ärenden om arbetsmarknadspolitik, arbetslivspolitik med arbetsrätt samt jämställdhet mellan kvinnor och män i arbetslivet. Utskottets ordförande är Magnus Persson (SD) och dess vice ordförande är Ardalan Shekarabi (S). 
Utskottet inrättades vid riksmötet 1975/1976 som en efterföljare till Inrikesutskottet (InU).

## Lista över utskottets ordförande
| Namn | Namn                     | Ämbetsperiod | Politisk tillhörighet |
| ---- | ------------------------ | ------------ | --------------------- |
|      | Eva Winther              | –1978        | Folkpartiet           |
|      | Elver Jonsson            | 1978–1982    | Folkpartiet           |
|      | Frida Berglund           | 1982–1988    | Socialdemokraterna    |
|      | Lars Ulander             | 1988–1991    | Socialdemokraterna    |
|      | Mona Sahlin              | 1991–1992    | Socialdemokraterna    |
|      | Ingela Thalén            | 1992–1994    | Socialdemokraterna    |
|      | Johnny Ahlqvist          | 1994–2000    | Socialdemokraterna    |
|      | Sven-Erik Österberg      | 2000–2002    | Socialdemokraterna    |
|      | Anders Karlsson          | 2002–2006    | Socialdemokraterna    |
|      | Catharina Elmsäter-Svärd | 2006–2008    | Moderaterna           |
|      | Hillevi Engström         | 2008–2010    | Moderaterna           |
|      | Tomas Tobé               | 2010–2012    | Moderaterna           |
|      | Elisabeth Svantesson     | 2012–2013    | Moderaterna           |
|      | Jessica Polfjärd         | 2013–2014    | Moderaterna           |
|      | Raimo Pärssinen          | 2014–2018    | Socialdemokraterna    |
|      | Anna Johansson           | 2018–2022    | Socialdemokraterna    |
|      | Magnus Persson           | 2022–        | Sverigedemokraterna   |

## Lista över utskottets förste vice ordförande
| Namn | Namn                 | Ämbetsperiod | Politisk tillhörighet |
| ---- | -------------------- | ------------ | --------------------- |
|      | Alf Wennerfors       | 1982–1985    | Moderaterna           |
|      | Elver Jonsson        | 1985–1998    | Folkpartiet           |
|      | Margareta Andersson  | 1998–2006    | Centerpartiet         |
|      | Sven-Erik Österberg  | 2006–2008    | Socialdemokraterna    |
|      | Berit Högman         | 2008–2010    | Socialdemokraterna    |
|      | Ylva Johansson       | 2010–2014    | Socialdemokraterna    |
|      | Ulf Kristersson      | 2014         | Moderaterna           |
|      | Elisabeth Svantesson | 2014–2017    | Moderaterna           |
|      | Jessica Polfjärd     | 2017–2018    | Moderaterna           |
|      | Gulan Avci           | 2018–2020    | Liberalerna           |
|      | Arman Teimouri       | 2020–2021    | Liberalerna           |
|      | Roger Haddad         | 2021–2022    | Liberalerna           |
|      | Teresa Carvalho      | 2022–2024    | Socialdemokraterna    |
|      | Ardalan Shekarabi    | 2024–        | Socialdemokraterna    |

## Lista över utskottets andre vice ordförande
| Namn | Namn           | Ämbetsperiod | Politisk tillhörighet |
| ---- | -------------- | ------------ | --------------------- |
|      | Erik Bengtzboe | 2019         | Moderaterna           |
|      | Mats Green     | 2019–2022    | Moderaterna           |